# Estació d'Awaza
L'estació d'Awaza (阿波座駅, Awaza-eki) és una estació de ferrocarril de les línies Chūō (central) i Sennichimae del Metro d'Osaka. El codi d'identificació per a l'estació és el C15 per a la línia Chûô i S13 per a la Sennichimae. L'estació es troba localitzada al barri de Nishi-Honmachi, al districte de Nishi d'Osaka, Japó.

## Distribució
El complexe de l'estació es troba sota el nivell del carrer. L'estació compta amb dues andanes amb dues vies per a la Chūō al primer nivell soterrani i altres dues andanes amb les seues corresponents vies per a la línia Sennichimae al segon nivell soterrani.

## Ruta
| Metro d'Osaka     |                      |
| Kujō (C14)        |                      |
| Línea Chūō        | Honmachi (C16)       |
| Tamagawa (S12)    |                      |
| Línea Sennichimae | Nishi-Nagahori (S14) |

## Galeria

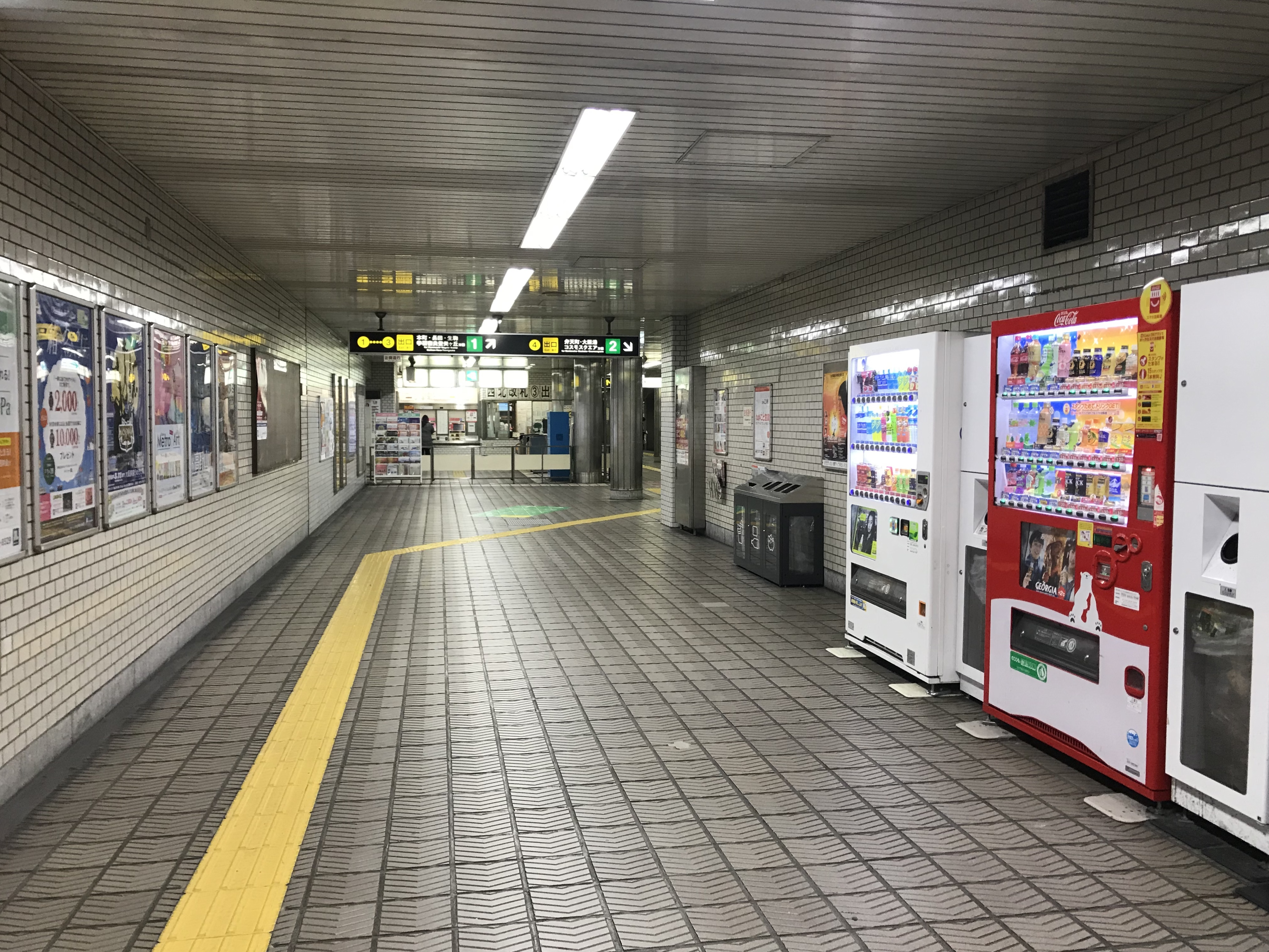
Vestíbul
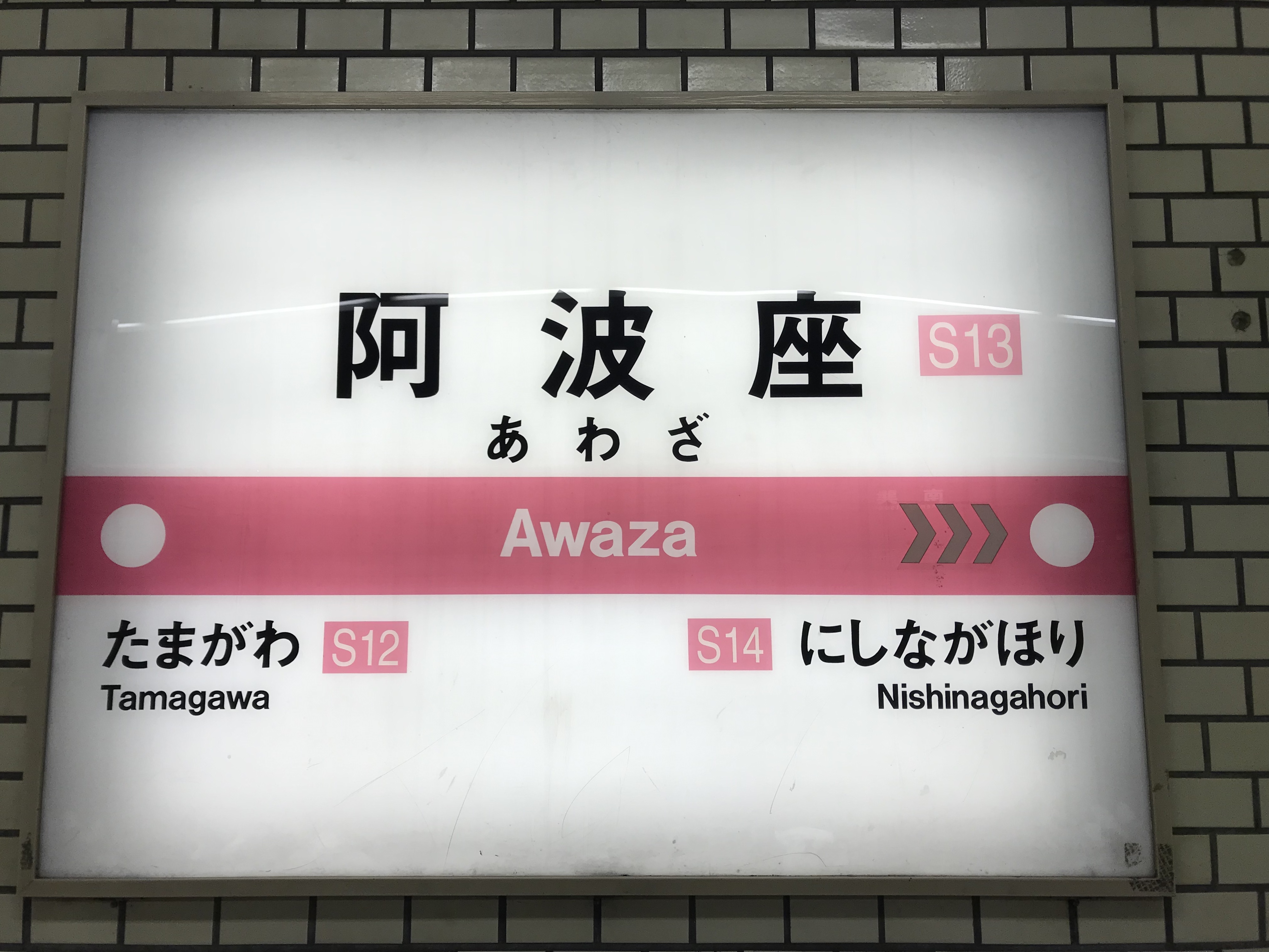
Rètol línia Sennichimae
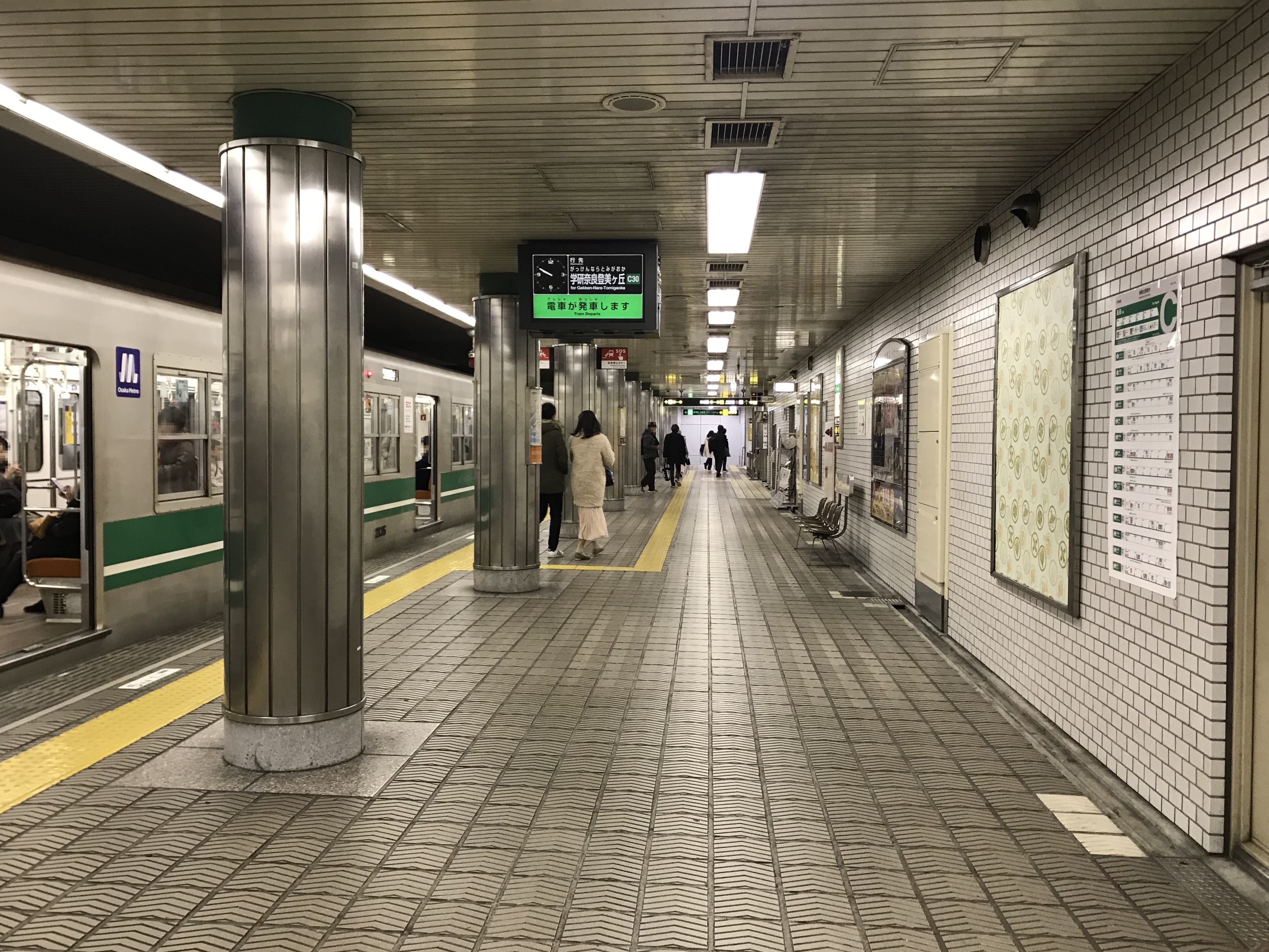
Andana Chûô
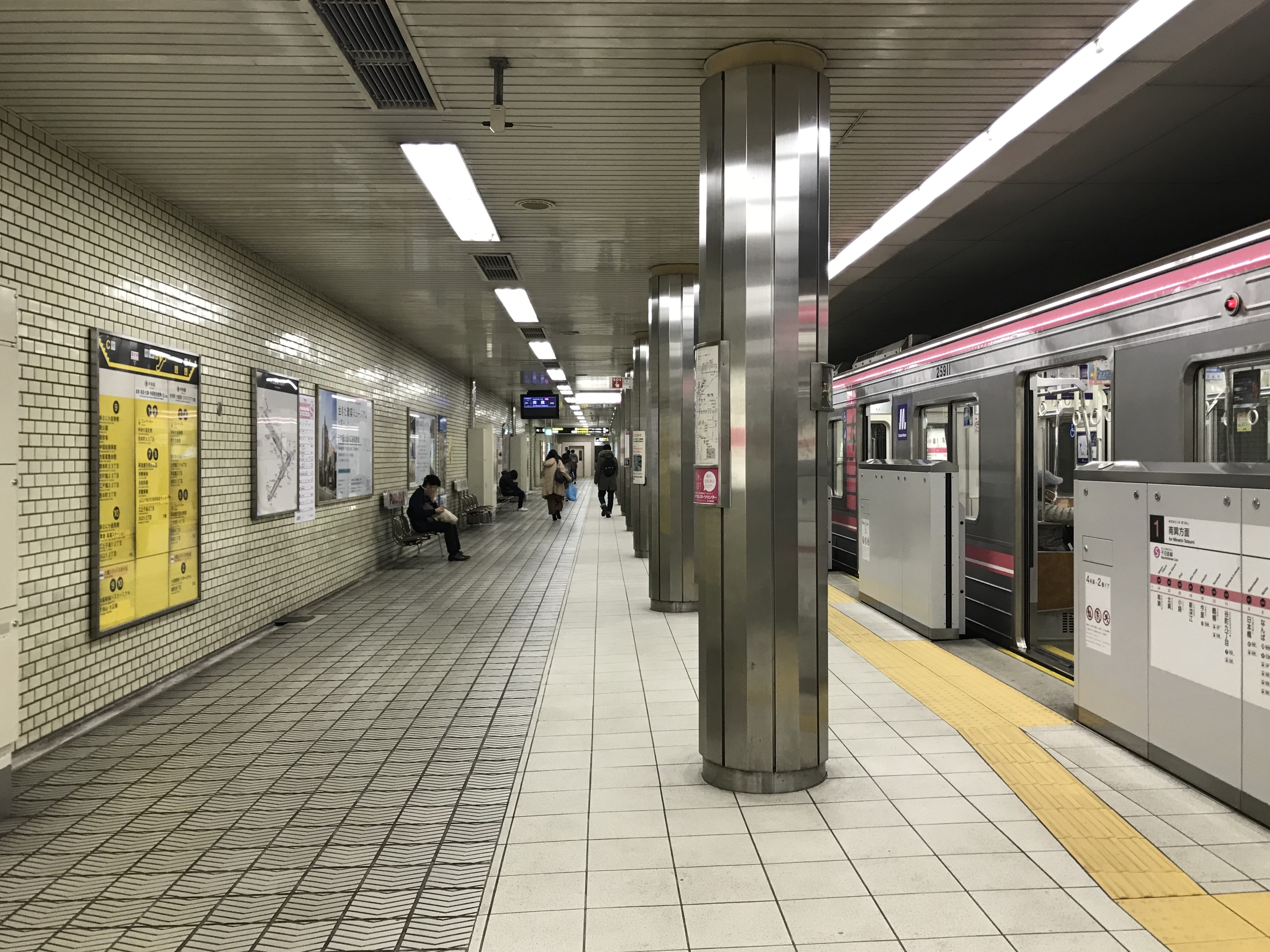
Andana Sennichimae